# Saint-Hymetière-sur-Valouse
Saint-Hymetière-sur-Valouse é uma comuna francesa na região administrativa da Borgonha-Franco-Condado, no departamento de Jura. Estende-se por uma área de 18.30 km². Em 2010 a comuna tinha 453 habitantes (densidade: 24,8 hab./km²).
Foi criada em 1 de janeiro de 2019, a partir da fusão das antigas comunas de Chemilla (sede da comuna), Cézia, Lavans-sur-Valouse e Saint-Hymetière.